# North Redington Beach
North Redington Beach ist eine Stadt im Pinellas County im US-Bundesstaat Florida. Das U.S. Census Bureau hat bei der Volkszählung 2020 eine Einwohnerzahl von 1.495 ermittelt. 

## Geographie
North Redington Beach liegt auf einer Barriereinsel zwischen dem Golf von Mexiko und dem Intracoastal Waterway. Die Stadt grenzt im Norden an Redington Shores und im Süden an Redington Beach. North Redington Beach liegt rund 10 Kilometer südlich von Clearwater sowie etwa 35 Kilometer westlich von Tampa.

## Demographische Daten
Laut der Volkszählung 2010 verteilten sich die damaligen 1417 Einwohner auf 1442 Haushalte, davon sind die meisten als Zweitwohnsitz genutzte Ferienwohnungen. Die Bevölkerungsdichte lag bei 1771,3 Einw./km². 97,5 % der Bevölkerung bezeichneten sich als Weiße, 0,4 % als Afroamerikaner, 0,1 % als Indianer und 0,8 % als Asian Americans. 0,4 % gaben die Angehörigkeit zu einer anderen Ethnie und 0,6 % zu mehreren Ethnien an. 3,0 % der Bevölkerung bestand aus Hispanics oder Latinos.
Im Jahr 2010 lebten in 11,1 % aller Haushalte Kinder unter 18 Jahren sowie 52,2 % aller Haushalte Personen mit mindestens 65 Jahren. 57,2 % der Haushalte waren Familienhaushalte (bestehend aus verheirateten Paaren mit oder ohne Nachkommen bzw. einem Elternteil mit Nachkomme). Die durchschnittliche Größe eines Haushalts lag bei 1,90 Personen und die durchschnittliche Familiengröße bei 2,41 Personen.
11,0 % der Bevölkerung waren jünger als 20 Jahre, 7,4 % waren 20 bis 39 Jahre alt, 30,5 % waren 40 bis 59 Jahre alt und 51,1 % waren mindestens 60 Jahre alt. Das mittlere Alter betrug 60 Jahre. 45,9 % der Bevölkerung waren männlich und 54,1 % weiblich.
Das durchschnittliche Jahreseinkommen lag bei 71.007 $, dabei lebten 7,3 % der Bevölkerung unter der Armutsgrenze.
Im Jahr 2000 war Englisch die Muttersprache von 93,89 % der Bevölkerung, Italienisch sprachen 2,70 % und 3,41 % hatten eine andere Muttersprache.

## Verkehr
North Redington Beach wird von der Florida State Road 699 durchquert.
Der nächste Flughafen ist der rund 20 Kilometer nordöstlich gelegene St. Petersburg-Clearwater International Airport.

## Kriminalität
Die Kriminalitätsrate lag im Jahr 2010 mit 216 Punkten (US-Durchschnitt: 266 Punkte) im durchschnittlichen Bereich. Es gab sechs Körperverletzungen, sieben Einbrüche und 35 Diebstähle.

## Bildergalerie

Stadtbilder
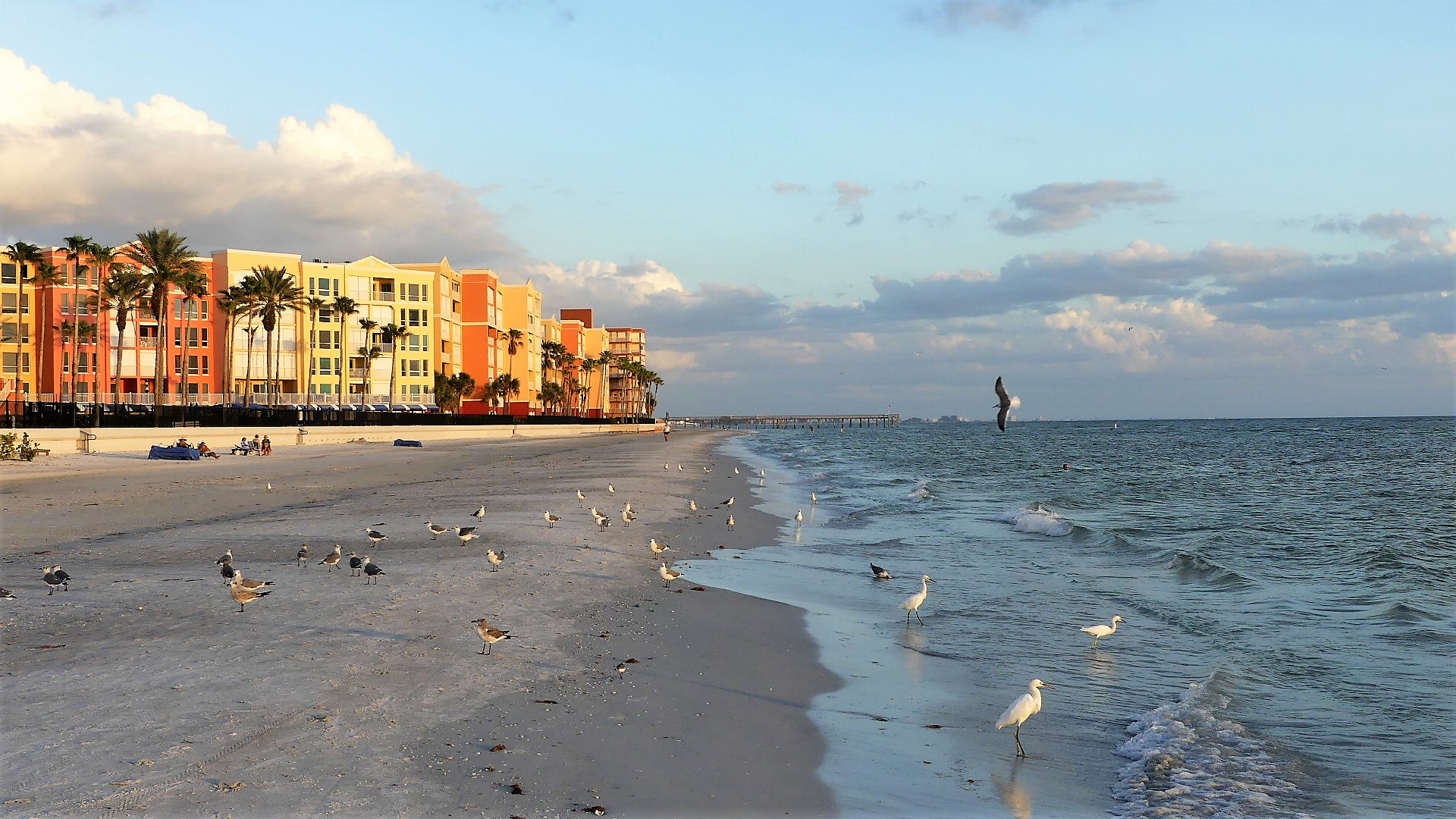
Strand, im Hintergrund der Pier
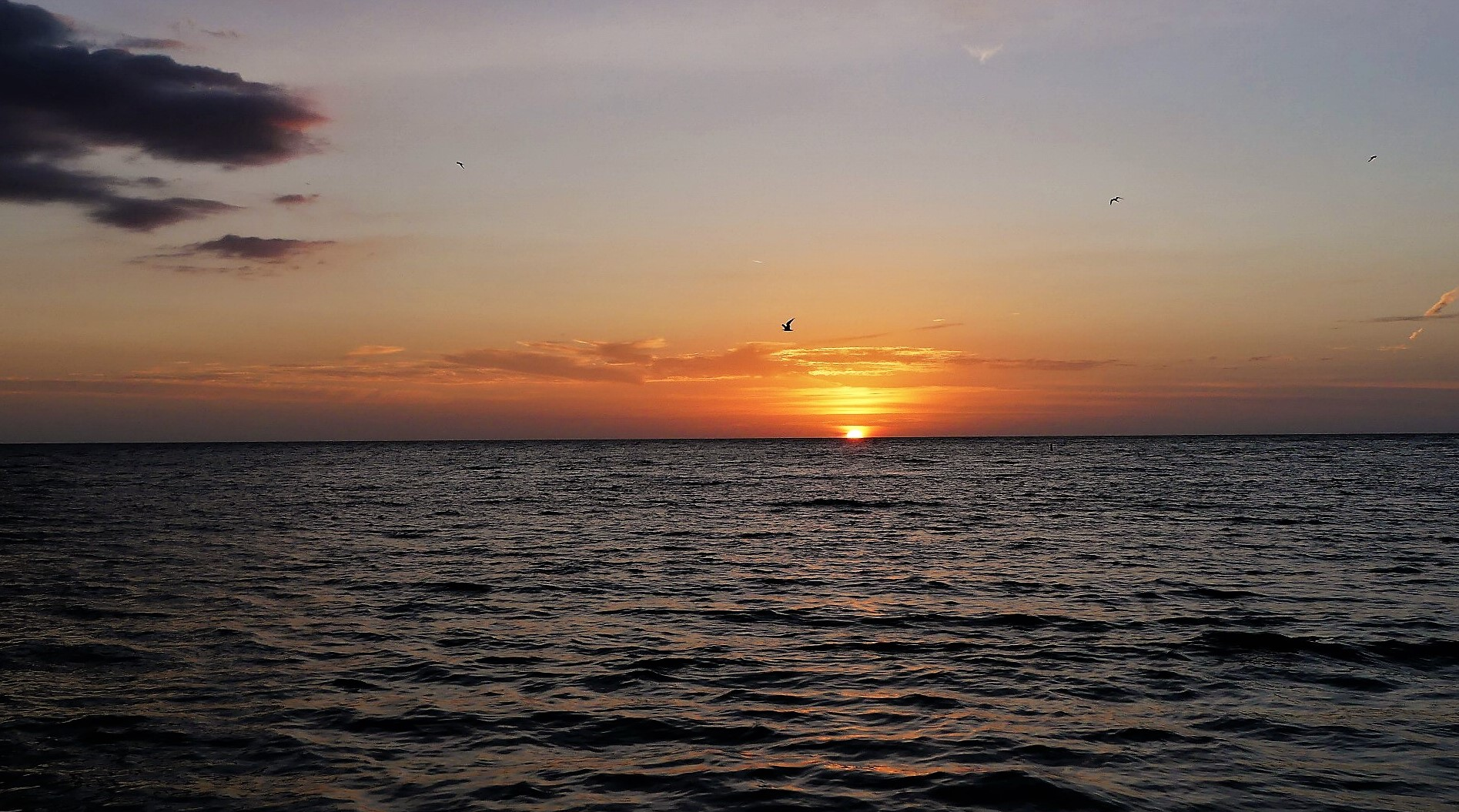
Sonnenuntergang am Strand
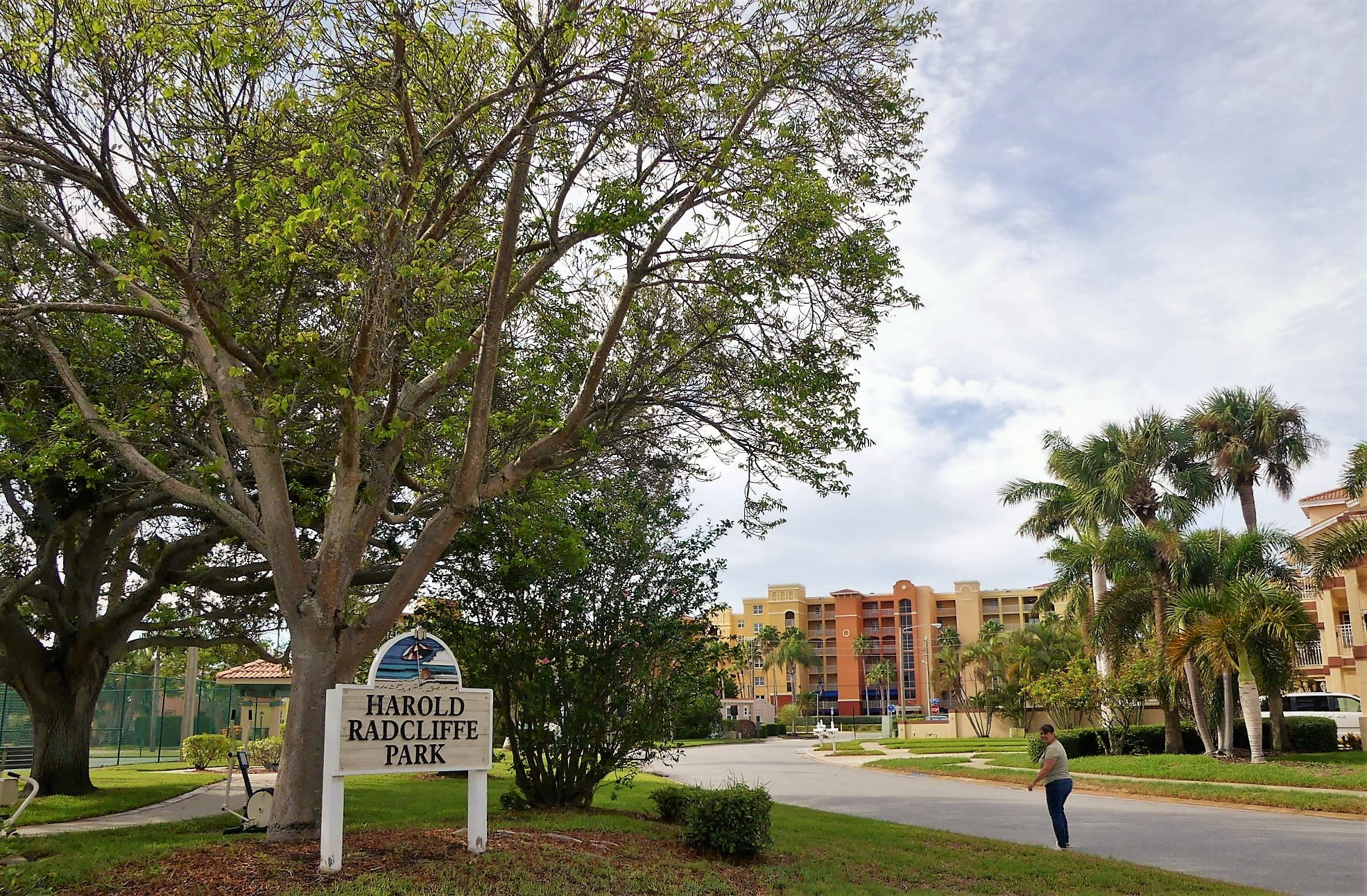
Harold Radcliffe Park
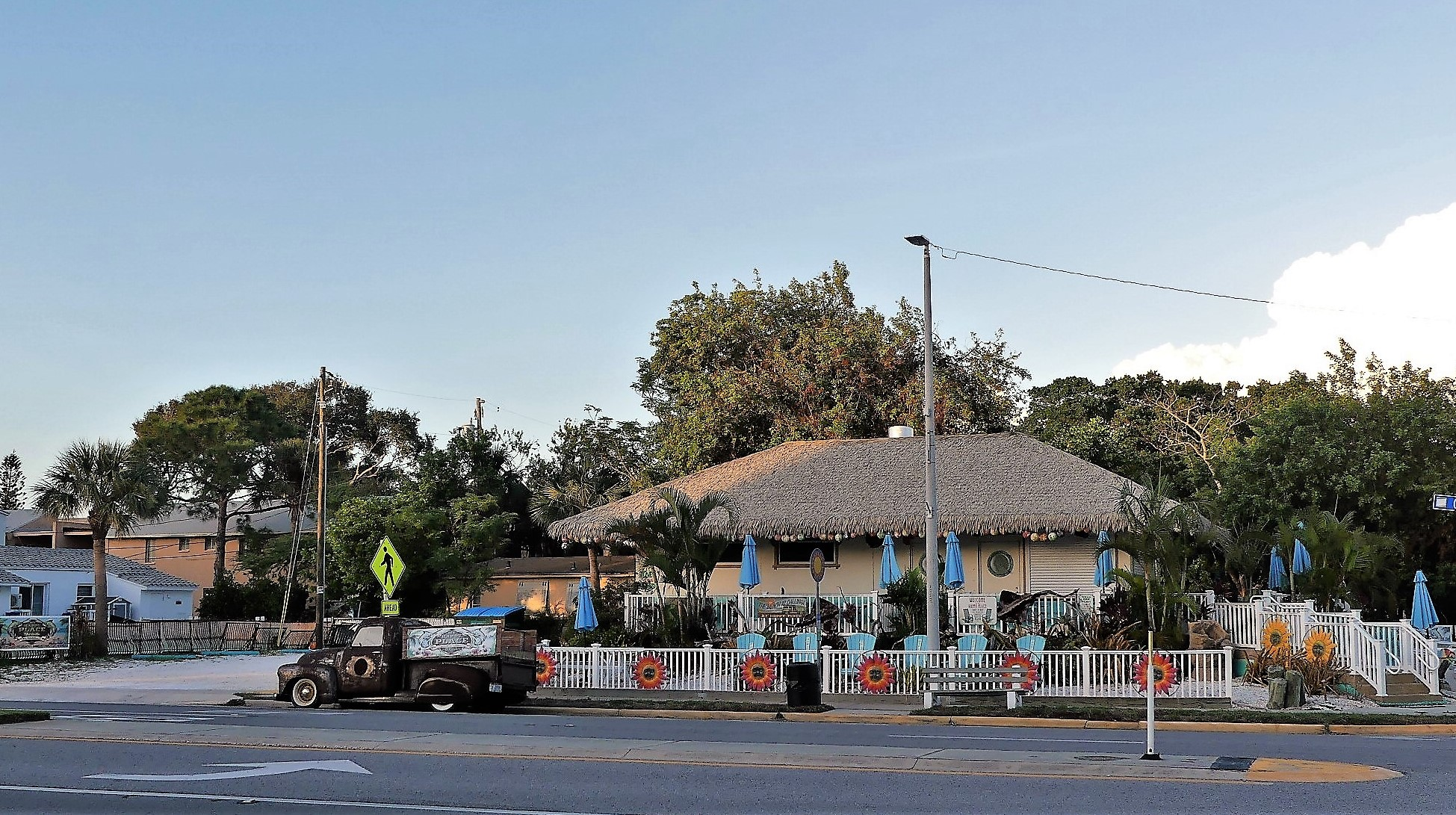
Gulf Boulevard (Florida State Road 699), Restaurant mit Oldtimer
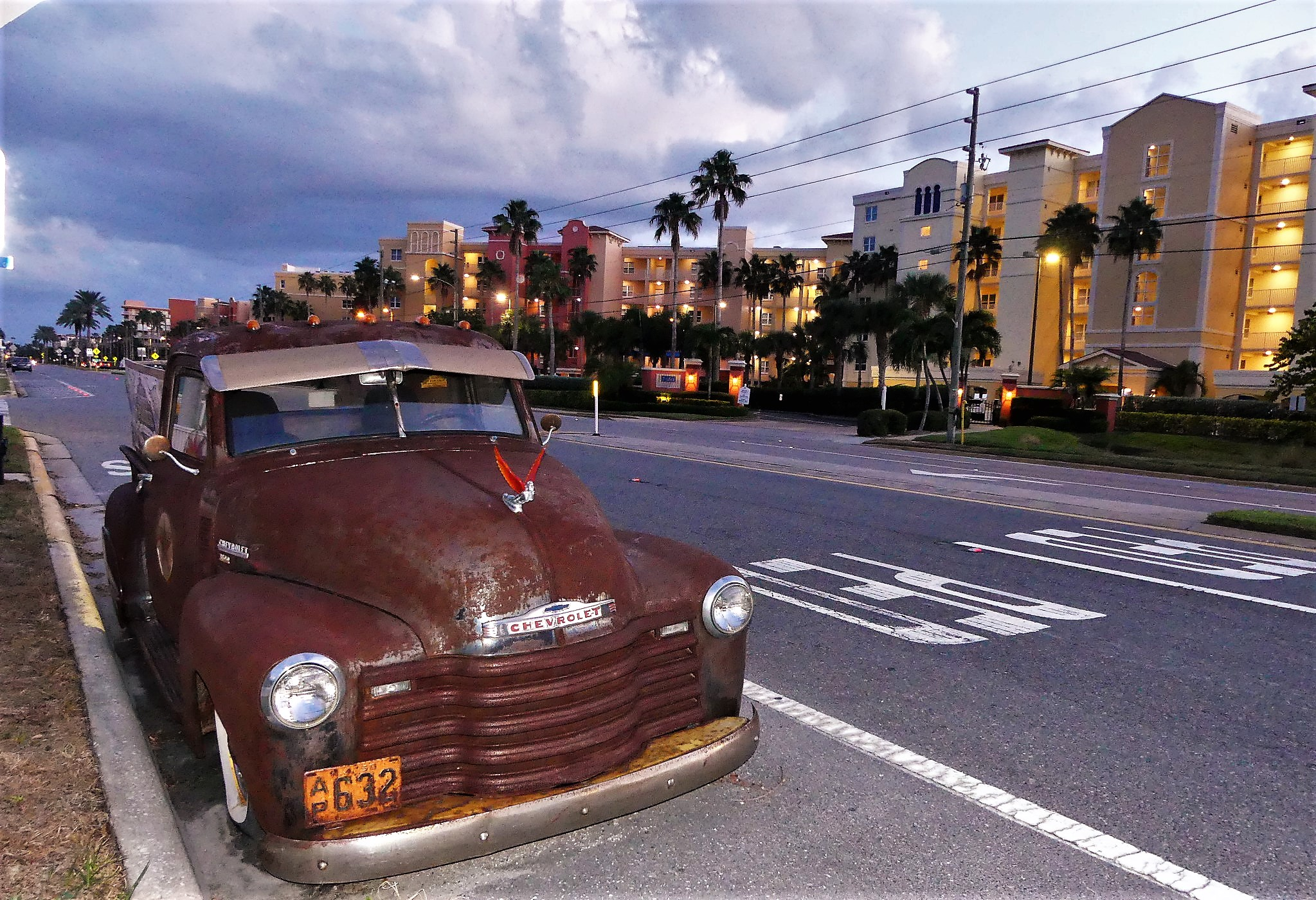
Gulf Boulevard (Florida State Road 699), Chevrolet
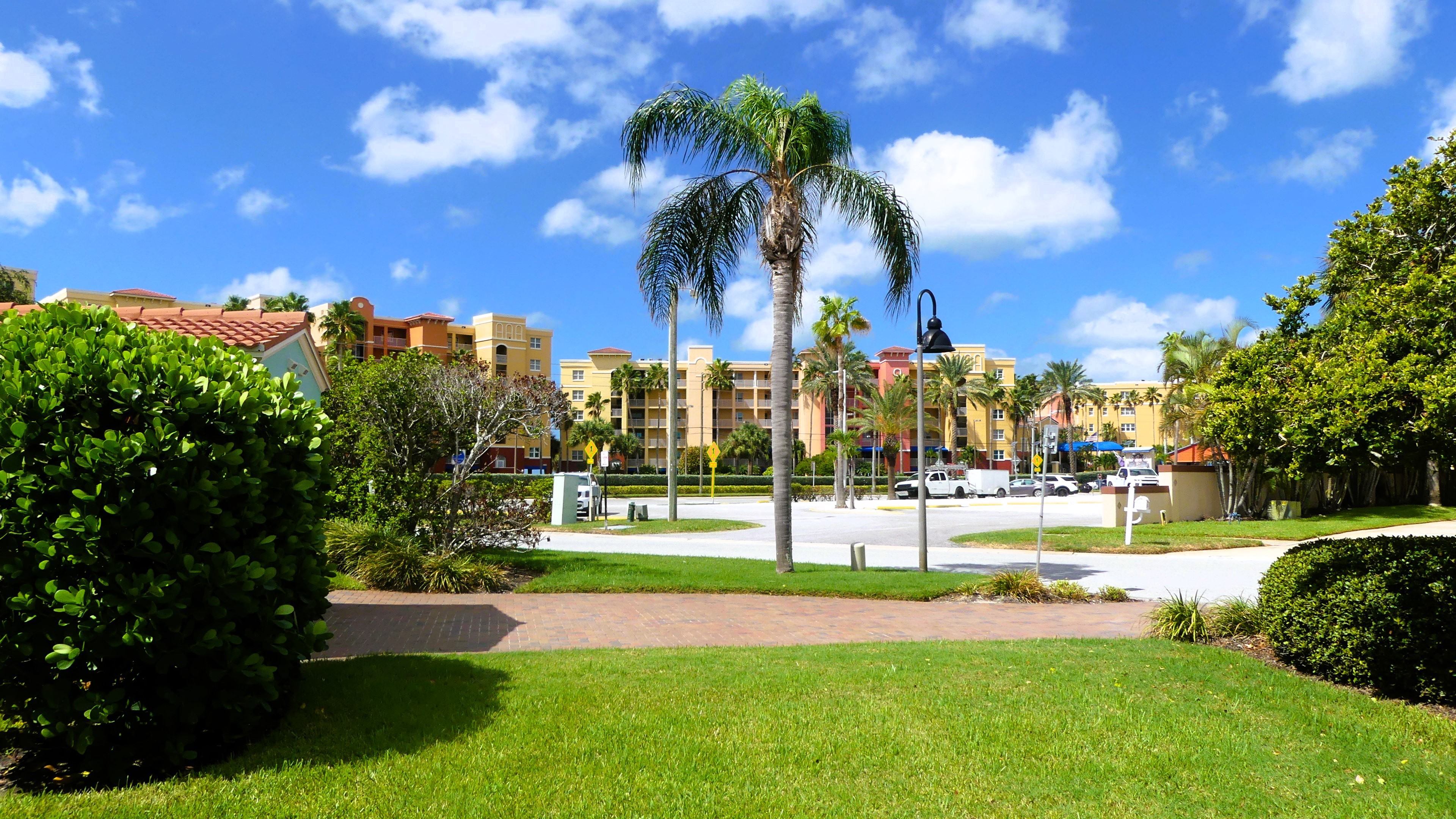
Blick vom Colony Circle zum Gulf Boulevard